# Zespół napięcia przedmiesiączkowego
Zespół napięcia przedmiesiączkowego, ZNP (ang. premenstrual syndrome, PMS) – zespół objawów  fizycznych, emocjonalnych i psychicznych występujący od kilku do kilkunastu dni przed menstruacją. Bardzo często towarzyszy kobiecie również na początku menstruacji. Objawy są bardzo zróżnicowane i najczęściej obejmują bolesność piersi, wzdęcia, bóle głowy, wahania nastroju, stany depresyjne, niepokój i drażliwość.
Aby objawy te mogły zostać zdiagnozowane jako PMS, a nie jako normalny dyskomfort związany z cyklem miesiączkowym, muszą one zakłócać codzienne funkcjonowanie przez okres dwóch następujących po sobie cykli miesiączkowych.
Leki przeciwzapalne, takie jak ibuprofen lub naproksen, mogą pomóc w leczeniu objawów fizycznych, a leki przeciwdepresyjne z grupy SSRI mogą być stosowane w leczeniu objawów emocjonalnych.
Przedmiesiączkowe zaburzenia dysforyczne (PMDD) to poważniejszy zespół charakteryzujący się większym nasileniem objawów psychicznych. PMDD występuje u około 3% kobiet w wieku rozrodczym.

## Epidemiologia
Ponad 90% kobiet zgłasza występowanie pewnych objawów przedmiesiączkowych, takich jak wzdęcia, bóle głowy i złe samopoczucie. W większości przypadków objawy te są łagodne.
Na całym świecie około 20-30% kobiet w wieku reprodukcyjnym doświadcza zespołu napięcia przedmiesiączkowego, który zakłóca ich codzienne życie. Ponadto około 30% kobiet ma łagodne lub umiarkowane objawy związane z cyklem miesiączkowym, które nie zakłócają ich codziennego funkcjonowania.

## Przyczyny
Zespół napięcia przedmiesiączkowego jest powiązany z fazą lutealną, jednak nie jest do końca jasne czym jest on spowodowany. Może to wynikać z kilku czynników. Zmiany poziomów hormonów podczas cyklu menstruacyjnego wydają się być ważnym czynnikiem. W szczególności nadmierna produkcja estrogenów i niedobór progestagenów pod koniec cyklu.
Badania ostatnich lat wykazały, że u podłoża PMS leży działanie endogennych metabolitów progesteronu na poziomie ośrodkowego układu nerwowego. Czynniki genetyczne również mają znaczenie: przy występowaniu PMS-u jednego bliźnięcia, ryzyko wystąpienia PMS-u drugiego bliźnięcia jest dwa razy wyższe wśród bliźniąt jednojajowych niż dwujajowych.
PMS występuje częściej u osób w wieku od 20 do 40 lat, mających co najmniej jedno dziecko, historię depresji w rodzinie i przebytą depresję poporodową lub zaburzenia nastroju.

## Objawy
Każdy objaw zaburzający funkcjonowanie i występujący cyklicznie może być objawem PMS, a niektóre źródła szacują, że liczba zgłaszanych objawów może przekraczać 200. Jednak niektóre objawy są stosunkowo powszechne w PMS. Do typowych objawów emocjonalnych i niespecyficznych należą: stres, niepokój, trudności ze snem, uczucie zmęczenia, wahania nastroju, zwiększona wrażliwość emocjonalna i spadek zainteresowania seksem. Mogą także wystąpić problemy z koncentracją i pamięcią.
Typowymi objawami fizycznymi są wzdęcia, obustronna bolesność piersi i bóle głowy.
Zarówno rodzaj objawów, jak i ich intensywność mogą się znacząco różnić pomiędzy poszczególnymi osobami, a nawet nieznacznie zmieniać się u tej samej osoby w zależności od cyklu i wraz z upływem czasu. Najczęściej osoby cierpiące na zespół napięcia przedmiesiączkowego doświadczają tylko kilku z możliwych objawów, występujących według względnie przewidywalnego schematu. Ponadto to jakie objawy są akceptowane jako oznaki PMS różni się w zależności od kultury.
Wykluczenie niektórych objawów związanych z cyklem miesiączkowym może stwarzać pewne trudności dla badaczy. Na przykład, ból menstruacyjny, który jest powszechny, jest wykluczany, ponieważ zwykle nie pojawia się przed wystąpieniem krwawienia miesiączkowego, ale niektórzy doświadczają bólu menstruacyjnego już wcześniej. Jednak każdy rodzaj bólu może przyczynić się do wystąpienia stresu, trudności ze snem, zmęczenia, drażliwości i innych objawów, które wliczają się do diagnozy PMS.

## Diagnoza
Zespół napięcia przedmiesiączkowego diagnozuje się na podstawie zaobserwowanych objawów. Nie istnieje żaden test laboratoryjny lub badanie, które mogłyby potwierdzić tę diagnozę. Zazwyczaj do postawienia diagnozy potrzeba spełnić 3 kryteria:
- występowanie typowych dla PMS objawów emocjonalnych, takich jak drażliwość i przygnębienie,
- objawy te pojawiają się w przewidywalny sposób podczas fazy lutealnej, zmniejszają się lub zanikają na krótko przed miesiączką, lub w jej trakcie i pozostają nieobecne podczas fazy folikularnej,
- objawy muszą być na tyle poważne, aby powodować istotny dyskomfort lub utrudniać codzienne funkcjonowanie[3][13].

Osoby potencjalnie cierpiące na tę chorobę mogą zapisywać swoje objawy w kalendarzu przez okres co najmniej dwóch cykli menstruacyjnych w celu udokumentowania wzorca objawów. Pomoże to ustalić, czy objawy występują tylko w okresie przedmiesiączkowym, czy powtarzają się w przewidywalny sposób i zakłócają normalne funkcjonowanie. Opracowano szereg standaryzowanych narzędzi opisujących PMS, w tym Calendar of Premenstrual syndrome Experiences (COPE), Prospective Record of the Impact and Severity of Menstruation (PRISM) oraz Visual Analogue Scales (VAS).
Ponadto należy wykluczyć inne choroby, które mogą lepiej tłumaczyć występujące objawy, ponieważ wiele schorzeń może nasilać się podczas menstruacji. Mogą to być takie przypadłości jak anemia, niedoczynność tarczycy, zaburzenia odżywiania i uzależnienia od substancji. Istotną kwestią jest to, że objawy te mogą występować również poza fazą lutealną. Do chorób, które mogą nasilać się w okresie okołomiesiączkowym, należą depresja lub inne zaburzenia afektywne, migrena, zaburzenia padaczkowe, zespół jelita drażliwego, astma i alergie.
Dodatkowo należy wykluczyć inne problemy związane z żeńskim układem rozrodczym, w tym bóle menstruacyjne, endometriozę, perimenopauzę i niepożądane efekty tabletek antykoncepcyjnych.
Występowanie szczególnie ciężkich objawów może kwalifikować się jako przedmiesiączkowe zaburzenie dysforyczne (PMDD).

## Leczenie
Stosowano wiele metod leczenia dolegliwości związanych z zespołem napięcia przedmiesiączkowego.

### Zalecenia
Osobom z łagodnymi objawami zazwyczaj zaleca się:
- ograniczenie spożycia soli i kofeiny[17],
- rezygnację z picia alkoholu[16],
- redukcję stresu, np. poprzez zaplanowanie mniejszej liczby zajęć w tygodniu poprzedzającym menstruację[16][18],
- zwiększenie aktywności fizycznej[18],
- poprawę higieny snu[1][18].

Jeśli nie jest to wystarczające, wówczas wskazane może być leczenie farmakologiczne.

### Leczenie objawów fizycznych
Niesteroidowe leki przeciwzapalne, takie jak naproksen lub ibuprofen, mogą pomóc w łagodzeniu niektórych objawów fizycznych, takich jak ból.
Spironolakton jest skutecznym lekiem moczopędnym, gdy nie można samodzielnie poradzić sobie z zatrzymywaniem się wody; natomiast tiazydowe leki moczopędne okazały się mało efektywne. 

#### Leki hormonalne
W przypadku osób z bardziej nasilonymi objawami pomocne mogą być tabletki antykoncepcyjne, zawierające estradiol i progestageny. Stosowane są również plastry antykoncepcyjne. Leki hormonalne mogą zmniejszać fizyczne objawy PMS u niektórych osób, ale mogą również nasilać objawy u innych. Nie łagodzą one objawów emocjonalnych.
Leki z grupy agonistów gonadoliberyny mogą być wskazane w ciężkich postaciach zespołu napięcia przedmiesiączkowego, jednak posiadają one szereg poważnych skutków ubocznych, takich jak utrata masy kostnej.
Suplementacja progesteronem była stosowana przez wiele lat — w latach 50. uważano, że niedobór progesteronu jest przyczyną PMS — jednak nie przynosi ona żadnych korzyści.

### Leczenie objawów psychicznych

#### Antydepresanty
Leki przeciwdepresyjne, w szczególności SSRI i wenlafaksyna, są stosowane jako leki pierwszego wyboru przy silnych objawach emocjonalnych w zespole napięcia przedmiesiączkowego, a także w leczeniu PMDD. Osoby cierpiące na zespół napięcia przedmiesiączkowego mogą przyjmować te leki tylko w dniach, w których spodziewane jest wystąpienie objawów, ponieważ ulga często pojawia się w ciągu kilku dni, a nie dłużej jak w przypadku depresji lub innych częstych zaburzeń psychicznych. Dodatkowo minimalna dawka jest często niższa niż w przypadku leczenia depresji. Chociaż terapia przerywana może być skuteczna i akceptowalna dla niektórych, może być mniej skuteczna niż leczenie ciągłe, zwłaszcza jeśli doświadczają oni również innych objawów niezwiązanych z cyklem miesiączkowym. Jednak efekty uboczne, takie jak nudności i uczucie osłabienia, są stosunkowo częste.

#### Witaminy, minerały i inne suplementy diety
Niektórym może pomóc suplementacja preparatami z wapniem, magnezem, witaminą E, witaminą B6, niepokalankiem pospolitym i pluskwicą groniastą. Dziurawiec zwyczajny jest odradzany, ponieważ wchodzi w interakcje z wieloma lekami. Chociaż ziele dziurawca może pomóc niektórym osobom z PMS, jest ono nieskuteczne w przypadku PMDD. Olej z wiesiołka dwuletniego nie jest skuteczny.

## Rokowania
Zespół napięcia przedmiesiączkowego charakteryzuje się na ogół stabilnym przebiegiem, u osób cierpiących na tę dolegliwość objawy występują pod koniec każdego cyklu z taką samą intensywnością przez wiele lat. Zazwyczaj leczenie objawowe jest efektywne. Nieskuteczne leczenie ciężkich objawów często wskazuje na błędną diagnozę.
Ból piersi w okolicy menstruacji może być związany z mastopatią. 
Nawet bez leczenia objawy zazwyczaj zmniejszają się u kobiet w okresie perimenopauzy, a wywołanie menopauzy poprzez chirurgiczne usunięcie jajników stosuje się jako leczenie w skrajnych przypadkach.